# Brown River (Comet River)
Der Brown River ist ein Fluss im Osten des australischen Bundesstaates Queensland.

## Geographie

### Flusslauf
Der Fluss entsteht in der östlichen Carnarvon Range, westlich des Expedition-Nationalparks aus dem Arcadia Creek und dem Spring Creek. Er fließt nach Nord-Nordwesten in den Lake Nuga Nuga. Den See verlässt er wieder an seinem Nordwestende und begrenzt den anschließenden Nuga-Nuga-Nationalpark im Westen. Von dort setzt er seinen Lauf nach Nord-Nordost fort und bildet zusammen mit dem Clematis Creek nördlich der Siedlung Purbrook den Comet River.

### Nebenflüsse mit Mündungshöhen
- Arcadia Creek – 292 m
- Spring Creek – 292 m
- Moolayember Creek – 262 m
- Carnarvon Creek – 262 m
- Fantail Creek – 260 m[2][1]

### Durchflossene Seen
- Lake Nuga Nuga – 262 m[1]